# Lazarus Chakwera
Lazarus McCarthy Chakwera (Lilongué, 8 de agosto de 1953) é um teólogo e político do Maláui, atual presidente do país desde 2020, após ser eleito nas eleições presidenciais daquele ano. Ele é líder do Partido do Congresso do Maláui desde 2013 e foi anteriormente líder da oposição na Assembleia Nacional após eleições altamente controversas realizada em 21 de maio de 2019, que foram derrubadas pelo Tribunal Constitucional. Ele foi Presidente das Assembleias de Deus do Maláui, de 1989 a 14 de maio de 2013.

## Biografia

### Início de vida
Lazarus Chakwera nasceu em Lilongué, a atual capital do Maláui, em 8 de agosto de 1953, quando o país ainda estava sob o domínio colonial britânico. Sua família era agricultora de subsistência nos arredores da cidade. Dois de seus irmãos nascidos antes dele morreram na infância e seu pai, acreditando que ele viveria, deu a ele o nome Lazarus, em referência ao personagem bíblico que foi ressuscitado dos mortos por Jesus. Lazarus Chakwera é casado com Monica e juntos eles têm quatro filhos e netos.

### Carreira teológica
Chakwera se formou em Bacharel em Artes (Filosofia) pela Universidade do Maláui, em 1977. Estudou teologia e obteve um diploma de Honra na Universidade do Norte da África do Sul e um mestrado (MTh) na Universidade da África do Sul, em 1991. A Universidade Internacional Trinity, nos Estados Unidos, concedeu-lhe um doutorado (D. Min) em 2000. Tornou-se professor no Seminário Teológico Pan-África em 2005.
Ele trabalhou como instrutor na Escola de Teologia da Assembléia de Deus de 1983 a 2000, onde se tornou diretor em 1996. Foi co-diretor e professor do Seminário Teológico de Todas as Nações. Desde 1989, ele preside as Assembleias de Deus do Maláui. Em 14 de abril de 2013, ele surpreendeu muitos ao declarar suas intenções de concorrer à Convenção do Partido do Congresso do Maláui (MCP) da oposição como presidente, enquanto ainda mantinha a Presidência da Assembleia de Deus.

### Carreira política
Os rumores da intenção de Chakwera de concorrer na corrida presidencial do MCP foram relatados pela primeira vez nos meios de comunicação online em 9 de abril de 2013. Eles foram confirmados em 14 de abril de 2013. Chakwera posteriormente enviou seus documentos de nomeação enquanto ainda estava à frente das Assembleias de Deus do Maláui. A convenção do MCP, prevista para 27 de abril de 2013, foi posteriormente adiada para 10 a 11 de agosto, onde foi eleito presidente do MCP e acabou por representar o partido nas eleições gerais de 2014. Durante as eleições gerais do Malawi de 2014, rumores especularam em diferentes plataformas que as eleições foram fraudadas. Chakwera dirigiu-se a todos os malawianos para permanecerem em paz, aceitarem o resultado e aguardarem as próximas eleições. Além de ser bem-sucedido como principal presidente do partido de oposição, ele também atuava como membro do parlamento do grupo constituinte do noroeste de Lilongué.
Chakwera anunciou sua renúncia como Chefe das Assembleias de Deus do Maláui (AG) com efeito em 14 de maio de 2013. Ele disse que isso lhe permitiria se concentrar mais na política da linha de frente e afirmou que ainda estava servindo a Deus em outro contexto. Chakwera uniu forças com o líder da UTM, Saulos Chilima, formando uma Aliança em preparação para as eleições gerais em junho de 2020 no Maláui. Isso aconteceu quando o Tribunal descartou as eleições gerais em 2019 devido a enormes irregularidades depois que o Partido Progressista Democrático (DPP) reivindicou a vitória.
Chakwera derrotou o presidente em exercício Peter Mutharika nas eleições de 2020, tendo obtido quase 59% dos votos. Chakwera foi empossado como o sexto presidente do Maláui em 28 de junho. Nesta ocasião, o Maláui fez história no norte da África subsaariana, quando um tribunal anulou as eleições presidenciais devido a irregularidades e um líder da oposição venceu as novas eleições. Seu vice, Saulos Chilima, morreu em um acidente aéreo no dia 10/06/2024.